# باذنب (مودية)

تعديل مصدري - تعديل

باذنب هي إحدى قرى عزلة مودية بمديرية مودية التابعة لمحافظة أبين، بلغ تعداد سكانها 173 نسمة حسب تعداد اليمن لعام 2004.